# Rivière Noire (rivière Portneuf)
Pour les articles homonymes, voir Rivière Noire.
La rivière Noire est un affluent de la rivière Portneuf, coulant sur la rive Nord-Ouest du fleuve Saint-Laurent, dans la municipalité de Portneuf-sur-Mer, dans la municipalité régionale de comté (MRC) de La Haute-Côte-Nord, dans la région administrative de la Côte-Nord, dans la province de Québec, au Canada.
À partir de la route 138, la route forestière « Chemin de la Rivière des Cèdres » remonte par la rive Sud la vallée de la rivière Portneuf, jusqu’à l’embouchure de la rivière des Cèdres. La rive Nord est desservie par la route forestière R0922 qui longe la rivière Portneuf,,.
La foresterie constitue la principale activité économique du secteur ; les activités récréotouristique, en second.
La surface de la rivière Noire est habituellement gelée de la fin novembre au début avril, toutefois la circulation sécuritaire sur la glace se fait généralement de la mi-décembre à la fin mars.

## Géographie
Les principaux bassins versants voisins de la rivière Noire sont :
- côté Nord : ruisseau White, lac Cassette, ruisseau de la Grosse Roche, rivière du Sault aux Cochons ;
- côté Est : rivière Portneuf, ruisseau Ruelle, rivière à Philias, Petite rivière Noire, Petite rivière Marguerite, estuaire du Saint-Laurent ;
- côté Sud : rivière Portneuf, ruisseau McDonald, rivière Éperlan ;
- côté Ouest : rivière Portneuf, rivière des Cèdres, ruisseau McDonald, coulée des  Seaux[2].

La rivière Noire prend sa source à l'embouchure du lac Védieu (longueur : 0,4 km ; altitude : 273 m) en zone forestière. L’embouchure de ce lac est situé à 2,9 km au Sud-Est d’une courbe de la rivière du Sault aux Cochons ; à 9,3 km au Nord de l’embouchure de la rivière Noire ; à 19,1 km au Nord-Ouest de la confluence de la rivière Portneuf et du fleuve Saint-Laurent ; à 12,9 km au Sud-Ouest du centre-ville de Forestville.
À partir du lac de tête, la rivière Noire coule généralement vers le Sud, entièrement en zones forestières sur 13,4 km selon les segments suivants :
- 1,5 km vers le Sud, en traversant un lac non identifié (longueur : 0,7 km ; altitude : 253 m) sur sa pleine longueur, jusqu’à son embouchure ;
- 2,3 km vers le Sud, puis le Sud-Est en traversant le lac Colin (longueur : 1,7 km ; altitude : 161 m) sur sa pleine longueur, jusqu’à son embouchure ;
- 0,5 km vers le Sud-Est, jusqu’à la rive Nord du Lac de l’Anguille ;
- 2,6 km d’abord vers le l’Ouest en traversant le Lac de l’Anguille (longueur : 0,4 km ; altitude :  158 m) et en traversant vers l’Est le lac Noir (longueur : km ; altitude : 155 m) ;
- 2,3 km vers le Sud-Est, jusqu'au ruisseau Ruelle (venant du Nord-Est) ;
- 4,2 km vers le Sud en recueillant la décharge (venant du Nord-Ouest) du Lac à l’Oignon, jusqu'à la confluence de la rivière[2].

La rivière Noire se déverse dans une courbe de la rive Nord de la rivière Portneuf. Cette confluence est située à :
- 14,5 km à l’Ouest de la confluence de la rivière Portneuf et du fleuve Saint-Laurent ;
- 15,2 km au Sud-Ouest du centre-ville de Forestville ;
- 38,0 km au Nord du centre du village des Escoumins ;
- 68,0 km au Nord du centre du village de Tadoussac[2].

## Toponymie
Le toponyme rivière Noire a été officialisé le 5 décembre 1968 à la Banque des noms de lieux de la Commission de toponymie du Québec.